# Iorwerth ap Bleddyn
Iorwerth ap Bleddyn va ser un príncep de Powys que visqué al segle xi.